# 秀嶼区
秀嶼区（しゅうしょく）は中華人民共和国福建省莆田市に位置する市轄区。

## 歴史
2002年2月1日、莆田県が廃止される際に、茘城区と共に設置された。

## 行政区画
下部に10鎮、1街道を管轄する。
- 鎮
  - 東荘鎮、忠門鎮、東埔鎮、東嶠鎮、埭頭鎮、平海鎮、南日鎮、湄洲鎮、山亭鎮、月塘鎮
- 街道
  - 笏石街道

2007年3月より、中華人民共和国国家発展改革委員会の決定により、湄洲湾北岸経済開発区が忠門鎮、東埔鎮、山亭鎮を管理、湄洲島管理委員会が湄洲鎮を管理しているが、版図としては秀嶼区所属のままである。また湄洲鎮の烏坵村は現在中華民国が実効支配しており、中華民国では福建省金門県の代理管理下の烏坵郷としている。

## 交通

### 鉄道
- 中国国家鉄路集団
  - 福廈線、福廈旅客専用線（中国語版）、永莆線（中国語版）
    - 莆田駅

### 道路
- 高速道路
  -  莆炎高速道路（中国語版）
  -  秀永高速道路（中国語版）
- 国道
  - G228国道

### 海運
- 莆田港：秀嶼港地区は一類口岸（税関などの検査場）であり、30万トン級の大型船舶も停泊可能な天然の良港。台湾との両岸人流や貿易を想定したインフラが構築されつつある港湾である。その他東呉港地区、羅嶼港地区、興華港地区などの総称。秀嶼港地区に2021年に建設を開始したフェリーターミナルがある。
  - フェリー
    - 石南フェリー（石南輪渡）：秀嶼港フェリーターミナル（石城埠頭、市中心部から車で50分の距離）より南日島の区間を海上40分で運航。平時はカーフェリー3隻、フェリー2隻だが、観光シーズンである2025年の春節期間にはカーフェリー3隻を追加運用し24時間態勢で運航した[1]。

## 烏坵嶼
中華人民共和国が湄洲鎮に含まれるとする烏坵嶼は現在、台湾の中華民国政府が統治し金門県烏坵郷となっている。2002年より三通の一環として、湄洲鎮の湄洲島と烏坵嶼の間にチャーター船での往来が可能となり、湄洲島には媽祖を祭る媽祖廟の元祖・媽祖祖廟がある。